# I Didn't Mean It
"I Didn't Mean It" é uma canção gravada pela cantora portuguesa Aurea. Foi lançada pela Ruela Music e pela Sony Music como o primeiro single do seu terceiro disco Restart. O disco e o videoclip foram lançados no dia 18 de março de 2016 enquanto o single foi lançado dia 10 de janeiro de 2016. A lista de pessoas que escreveram a música é longa sendo que eles são E.Larson, Kapson Larson, M.Hansen, Viktoria Hansen, O. Broderson e Sharon Vaughn, o tema foi produzido por Cindy Blackman Santana e Jack Daley, músicos de Lenny Kravitz que já produziram para Beyoncé ou Michael Jackson.A música é descrita como Soul. Na letra da música, Aurea diz na música fala do amor que já não sente.
No vídeo entre os comentários podem-se ver comparações a Adele, Zara Larsson e Diogo Piçarra dizendo que Aurea devia ser reconhecida internacionalmente e "I Didn't Mean It" é a prova disso. "I Didn't Mean It" foi um sucesso nacional.
Alexandre Aleixo dirigiu o videoclip de "I Didn't Mean It" que foi publicado no canal de YouTube de Aurea ao mesmo tempo que o disco, o vídeo conta com quase 2 milhões de visualizações, já um art video foi lançado ao mesmo tempo que o single, tendo mais de 3 milhões de visualizações no YouTube.

## Antecedentes e Lançamento
Aurea lançou Restart dia 18 de março de 2016 pela Ruela Music e pela Sony Music. O videoclip do I Didn't Mean It foi lançado ao mesmo tempo, enquanto o single já tinha saído dia 10 de janeiro.

## Letra
Na letra, Aurea fala de que o namorado diz que a ama mas ela não sente isso e que as palavras são ditas mas não significam nada. Você diz as palavras que eu quero ouvir/Mas elas são tão vazias quanto o ar/Assim como se você quisesse as dizer/Mas você não quer/De verdade

## Espetáculos Ao Vivo e Outros
Aurea promoveu a música na final da 3ª edição do The Voice Portugal dia 10 de outubro. Outra atuação popular foi no Agora Nós. Ainda cantou no Grande Tarde, Gala das Estrelas da TVI, 5 para a Meia-Noite, etc. "I Didn't Mean It" está incluido em todas as tours de Aurea desde que o disco foi lançado. O tema foi utilizado na novela da TVI, A Única Mulher

## Desempenho Comercial
| Tabela Musical | Melhor Posição |
| -------------- | -------------- |
| Portugal (AFP) | 1              |